# Governador-geral das Ilhas Salomão
O governador-geral das Ilhas Salomão é o representante da monarca das Ilhas Salomão. O governador-geral é nomeado pelo monarca após sua nomeação pelo Parlamento Nacional por votação, embora o monarca não seja obrigado a aceitar essa nomeação. As funções do governador-geral incluem a nomeação de ministros, juízes e embaixadores; dando parecer favorável real à legislação aprovada pelo parlamento; e emissão de mandados para a eleição.

## Nomeação
Ao contrário da maioria dos outros reinos da Comunidade, o governador-geral das Ilhas Salomão é nomeado pelo Parlamento do país, em vez de ser proposto por seu primeiro-ministro (como é a convenção nos outros reinos da Comunidade). A nomeação é feita pelo monarca das Ilhas Salomão após uma votação por maioria simples do Parlamento Nacional, embora o monarca não seja obrigado a aceitar essa nomeação.
O mandato é de cinco anos, e é renovável uma vez.

### Juramento
Ao tomar posse o Governador-geral deve pronunciar o seguinte juramento:
"Eu, (nome), juro que cumprirei bem e verdadeiramente Sua Majestade, a Rainha Isabel II, seus herdeiros e sucessores, no gabinete do Governador-geral das Ilhas Salomão. Então me ajude, Deus."

## Demissão
O governador-geral pode ser demitido pelo monarca, após um discurso do Parlamento apoiado por pelo menos dois terços da maioria do Parlamento Nacional.
Se o cargo de governador-geral ficar vago, devido à morte ou demissão, o presidente do Parlamento Nacional das Ilhas Salomão torna-se governador-geral interino até que uma nova nomeação seja feita. Se o cargo de Orador estiver vago ou incapaz de desempenhar essas funções, então os deveres são cumpridos pelo Chefe de Justiça.

## Lista de governadores-gerais
| Nº               | Retrato          | Nome             | Início do mandato  | Fim do mandato     | Monarca          |
| Ilhas Salomão    | Ilhas Salomão    | Ilhas Salomão    | Ilhas Salomão      | Ilhas Salomão      | Ilhas Salomão    |
| Governador-geral | Governador-geral | Governador-geral | Governador-geral   | Governador-geral   | Governador-geral |
| ---------------- | ---------------- | ---------------- | ------------------ | ------------------ | ---------------- |
| 1                |                  | Baddeley Devesi  | 7 de julho de 1978 | 7 de julho de 1988 | Isabel II        |
| 2                |                  | George Lepping   | 7 de julho de 1988 | 6 de julho de 1994 | Isabel II        |
| 3                |                  | Moses Pitakaka   | 6 de julho de 1994 | 7 de julho de 1999 | Isabel II        |
| 4                |                  | John Lapli       | 7 de julho de 1999 | 7 de julho de 2004 | Isabel II        |
| 5                |                  | Nathaniel Waena  | 7 de julho de 2004 | 7 de julho de 2009 | Isabel II        |
| 6                |                  | Frank Kabui      | 7 de julho de 2009 | 7 de julho de 2019 | Isabel II        |
| 7                |                  | David Vunagi     | 7 de julho de 2019 | 7 de julho de 2024 | Isabel II        |
| 7                | Isabel II        | David Vunagi     | 7 de julho de 2019 | 7 de julho de 2024 |                  |
| 7                | Carlos III       | David Vunagi     | 7 de julho de 2019 | 7 de julho de 2024 |                  |
| 8                |                  | David Tiva Kapu  | 7 de julho de 2024 | presente           | Carlos III       |